# Nikolaos
Nikolaos (griechisch Νικόλαος) ist ein griechischer Vorname. Üblicherweise werden im Alltag die Kurzformen Nikos (griechisch Νίκος) und Nikolas (griechisch Νικόλας) verwendet (Vokativ: Niko / Nikola).

## Herkunft und Bedeutung
Der Name bedeutet „Sieger des Volkes“ oder „Sieger über das Volk“ (altgriechisch νίκη níkē, „Sieg“; λαός laós „Volk“), latinisiert Nicolaus, verwandt mit Nikodemos.
Koseformen oder regionale Abwandlungen des Namens sind Niklas (auch Niclas, Nicklas), Nick, Nikolaj, Nikola, Nicola, Nicolae, Niccolò und Nils.

## Bekannte Namensträger

### Einzelname
- Nikolaos von Damaskus (* um 64 v. Chr., † unbekannt), griechischer Historiker und Philosoph
- Nikolaos von Myra (* zwischen 270 und 286, † 326, 345, 351 oder 365), Bischof von Myra
- Nikolaos II. Chrysoberges († 992), von 980 bis 992 Ökumenischer Patriarch von Konstantinopel
- Nikolaos Skribas, byzantinischer Jurist und Autor in der ersten Hälfte des 11. Jahrhunderts
- Nikolaos von Otranto (auch: Abt Nektarios von Casole; * ≈1155/60, † 1235), griechischer Klostervorsteher und Schriftsteller
- Nikolaos Kanabos († 1204), byzantinischer Kaiser
- Nikolaos Laskaris († ≈1211/12), byzantinischer Mitkaiser
- Nikolaos von Griechenland (* 1969), Sohn des Königs Konstantin II. von Griechenland

### Vorname
- Nikolaos Balanos (1860–1942), Architekt und Bauforscher
- Nikolaos Boudouris (* 1971), griechischer Basketballspieler
- Nikolaos Chatzivrettas (* 1977), griechischer Basketballspieler
- Nikolaos Doxaras (≈1706/10–1775), griechischer Maler
- Nikolaos Georgandas (1880–1958), griechischer Leichtathlet
- Nikolaos Gysis (1842–1901), griechischer Genre- und Monumentalmaler
- Nikolaos Kabasilas (≈1319/23, † nach 1391), byzantinischer Theologe, Heiliger der griechisch-orthodoxen Kirche
- Nikolaos Kaklamanakis (* 1968), griechischer Windsurfer
- Nikolaos Kasomoulis († 1872), griechischer Historiker und Freiheitskämpfer
- Nikolaos Lytras (1883–1927), griechischer Maler
- Nikolaos Makarezos (1919–2009), griechischer Militär und Putschist
- Nikolaos Mantzaros (1795–1872), griechischer Komponist und Musikpädagoge
- Nikolaos Michaloliakos (* 1957), Vorsitzender der neonazistischen griechischen Partei Chrysi Avgi
- Nikolaos Theodoros Miniatis (1860–1909), britisch-griechischer Schachmeister, siehe Nicholas Theodore Miniati
- Nikolaos Nioplias (* 1965), griechischer Fußballspieler und Trainer
- Nikolaos Pappas (* 1990), griechischer Politiker (Syriza) und ehemaliger Basketballspieler
- Nikolaos Plastiras (1883–1953), griechischer General, Politiker und Ministerpräsident
- Nikolaos Platon (1909–1992), griechischer Archäologe
- Nikolaos Psarros (* 1959), griechischer Philosoph und Chemiker
- Nikolaos „Nik“ Sakellariou (* 1962), deutscher Politiker (SPD) griechischer Abstammung, MdL
- Nikolaos Sarganis (1954–2024), griechischer Fußballspieler
- Nikolaos Stournaris (1775–1826), griechischer Armatole, Freiheitskämpfer und Mitglied der Filiki Eteria
- Nikolaos Xydias Typaldos (1826–1909), griechischer Maler
- Nikolaos Zisis (* 1983), griechischer Basketballspieler

## KurzformNikos
- Nikos Anadiotis (* 1983), griechischer Politiker (NIKI), MdEP
- Nikos Anastasiadis (* 1946), griechisch-zyprischer Politiker
- Nikos Androulakis (* 1979), griechischer Politiker der Panellinio Sosialistiko Kinima
- Nikos Barlos (* 1979), griechischer Basketballspieler
- Nikos Belogiannis (1915–1952), griechischer Kommunist und Widerstandskämpfer
- Nikos Christodoulidis (* 1973), zyprischer Politiker, Staatspräsident der Republik Zypern
- Nikos Dendias (* 1959), griechischer Rechtsanwalt und Politiker
- Nikos Dimou (* 1935), griechischer Essayist, Prosaschriftsteller und Dichter
- Nikos Engonopoulos (1907–1985), griechischer Maler und Dichter
- Nikos Galis (* 1957), griechischer Basketballspieler und Sportikone seines Landes
- Nikos Ikonomou (* 1973), griechischer Basketballspieler und -trainer
- Nikos Karvelas (* 1951), griechischer Songwriter, Musikproduzent und Sänger
- Nikos Kavvadias (1910–1975), griechischer Dichter und Seemann
- Nikos Kazantzakis (1883–1957), griechischer Schriftsteller
- Nikos Kotzias (* 1950), griechischer Politologe und Politiker
- Nikos Liberopoulos (* 1975), griechischer Fußballspieler
- Nikos Logothetis (* 1950), deutscher Biologe und Neurowissenschaftler griechischer Herkunft
- Nikos Mamangakis (1929–2013), griechischer Komponist
- Nikos Oikonomopoulos (* 1984), griechischer Sänger
- Nikos Papatakis (1918–2010), griechisch-französischer Filmregisseur, Filmproduzent, Drehbuchautor und Schauspieler
- Nikos Gabriel Pentzikis (1908–1993), griechischer Intellektueller und Schriftsteller
- Nikos Portokaloglou (* 1957), griechischer Musiker und Liedermacher
- Nikos Salingaros (* 1952), griechisch-australischer Physiker und Universalist
- Nikos Sampson (1935–2001), zypriotischer Politiker
- Nikos Veliotis (* 1970), griechischer Musiker, Komponist und Cellist
- Nikos Vertis (* 1976), griechischer Sänger
- Nikos Xylouris (1936–1980), griechischer Sänger und Komponist